# Hôtel Pierrard
El hôtel Pierrard (también conocido como hôtel Colbert-de-Villacerf, hôtel de Creil u hôtel de Voisenon) es una hôtel particulier ubicada en el número 11 de la Place des Vosges y en el número 12 de la rue de Turenne en 4 distrito de París, Francia. Está en el lado oeste de la plaza, entre los hoteles de Chaulnes y Dyel des Hameaux.
La fachada y los techos de la Place des Vosges, así como la galería abovedada, fueron clasificados como monumentos históricos en 1954.

## Histórico
Data de principios del siglo XVII y perteneció a Pierre Fougeu-Descures, que la arrendó Marion Delorme entre 1639 y 1648. Posteriormente, perteneció a Jean-Baptiste Colbert de Saint-Pouange, a su sobrino Pierre Colbert de Villarcef, luego a Gilbert Colbert, marqués de Chabanais.
El grafiti más antiguo de París “NICOLAS 1764” se encuentra allí en una de las columnas a la entrada de las arcadas. Es obra del escritor Nicolas Edme Restif de La Bretonne.